# Lenny Krayzelburg
Lenny Krayzelburg (ur. 28 września 1975 w Odessie), amerykański pływak, czterokrotny mistrz olimpijski, dwukrotny mistrz świata.
Urodził się na terenie dzisiejszej Ukrainy w żydowskiej rodzinie. W 1989 jego rodzina wyemigrowała z ZSRR i osiadła w Los Angeles. Specjalizował się w stylu grzbietowym. Zdominował rywalizację w tym stylu na mistrzostwach świata w 1998  oraz igrzyskach rozgrywanych dwa lata później, zwyciężając na obu indywidualnych dystansach.

## Starty olimpijskie (medale)
Sydney 2000
- 100 m grzbietem, 200 m grzbietem, 4x100 m zmiennym - złoto

Ateny 2004
- 4x100 m zmiennym - złoto